# San Juan de Lomerío
San Juan de Lomerío ist eine Ortschaft im Departamento Santa Cruz im südamerikanischen Andenstaat Bolivien.

## Lage im Nahraum
San Juan de Lomerío ist die viertgrößte Ortschaft des Municipios San Miguel in der Provinz José Miguel de Velasco. Der Ort liegt auf einer Höhe von 338 m in der Region Chiquitania, einer streckenweise noch unbesiedelten Landschaft zwischen Santa Cruz und der brasilianischen Grenze. Nordöstlich von San Juan erstreckt sich weitgehend unberührtes Buschland, nach Südwesten hin bis zur Seenkette der Laguna San Joaquin am Río San Pablo wird die Region landwirtschaftlich extensiv genutzt.

## Geographie
San Juan de Lomerío liegt im bolivianischen Tiefland im semi-humiden Klima der warmen Tropen.
Die monatlichen Durchschnittstemperaturen schwanken im Jahresverlauf nur geringfügig zwischen 20,8 °C im Juni und 26,8 °C im Oktober, wobei sie zwischen September und März fast konstant um 26 °C liegen. Das Temperatur-Jahresmittel beträgt 24,5 ° (siehe Klimadiagramm San Ignacio de Velasco).
Die jährliche Niederschlagsmenge liegt im langjährigen Mittel bei 1257 mm. Drei Viertel des Niederschlags fallen in der Regenzeit von November bis März, während in der Trockenzeit in den ariden Monaten Juni, Juli und August kaum je 30 mm pro Monat fallen.

## Verkehrsnetz
San Juan de Lomerío liegt in nordöstlicher Richtung 268 Straßenkilometer von Santa Cruz entfernt, der Hauptstadt des Departamentos.
Von Santa Cruz aus führt die asphaltierte Nationalstraße Ruta 4/Ruta 9 in östlicher Richtung über Cotoca nach Puerto Pailas, überquert den Río Grande und teilt sich vierzehn Kilometer später in Pailón: die Ruta 4 führt in östlicher Richtung nach Puerto Suárez im Pantanal, die Ruta 9 nach Norden bis Guayaramerín. Von der Ruta 9 zweigt 48 Kilometer nordöstlich von Pailón in Cuatro Cañadas die unbefestigte Ruta 39 in östlicher Richtung ab, durchquert knapp einhundert Kilometer Neukolonisationsgebiet bis zum Río San Pedro und erreicht nach weiteren 65 Kilometern San Juan de Lomerío. Die Ruta 39 durchquert anschließend in nordöstlicher Richtung unbesiedeltes Buschland und endet nach weiteren 78 Kilometern in San Miguel.

## Bevölkerung
Die Einwohnerzahl der Ortschaft ist im vergangenen Jahrzehnt um ein Fünftel zurückgegangen:
| Jahr | Einwohner         | Quelle       |
| ---- | ----------------- | ------------ |
| 1992 | keine Detaildaten | Volkszählung |
| 2001 | 498               | Volkszählung |
| 2012 | 398               | Volkszählung |
| 2024 |                   | Volkszählung |